# Беннетсбридж
Беннетсбридж (англ. Bennettsbridge; ирл. Droichead Binéid) — деревня в Ирландии, находится в графстве Килкенни (провинция Ленстер).
Местная железнодорожная станция была открыта 2 сентября 1861 года и закрыта 15 февраля 1965 года.

## Демография
Население — 685 человек (по переписи 2006 года). В 2002 году население составляло 735 человек.
Данные переписи 2006 года:
| Общие демографические показатели |               |                               |                               |      |      |
| Всё население                    | Всё население | Изменения населения 2002—2006 | Изменения населения 2002—2006 | 2006 | 2006 |
| 2002                             | 2006          | чел.                          | %                             | муж. | жен. |
| 735                              | 685           | −50                           | −6,8                          | 343  | 342  |